# Vâlcele (Covasna)
Vâlcele (en hongrois: Előpatak) est une commune roumaine du județ de Covasna, dans le Pays sicule en Transylvanie. Elle est composée des quatre villages suivants:
- Araci (Árapatak), siège de la commune
- Ariușd (Erősd)
- Hetea (Hete)
- Vâlcele

## Démographie
Lors du recensement de 2011, 48,53 % de la population se déclarent roms, 37,13 % comme roumains et 9,6 % comme hongrois (0,11 % des habitants déclarent appartenir à une autre ethnie et 4,6 % ne déclarent pas d'appartenance ethnique).

## Politique
| Parti | Parti                                                 | Sièges |
| ----- | ----------------------------------------------------- | ------ |
|       | Parti social-démocrate (PSD)                          | 5      |
|       | Union démocrate magyare de Roumanie (UDMR)            | 4      |
|       | Union nationale pour le progrès de la Roumanie (UNPR) | 2      |
|       | Parti national libéral (PNL)                          | 8      |
|       | Parti des Roms démocrates (PRD)                       | 1      |
|       | Parti des Roms « Pro-Europe »                         | 1      |

## Monuments et lieux touristiques
- Église réformée du village de Araci (construite en XIVe siècle), monument historique
- Église réformée du village de Ariușd (construite en XVIIIe siècle)
- Église orthodoxe du village de Vâlcele (construite en XIXe siècle), monument historique
- Site archéologique de Ariușd
- Réserve naturelle Ciocaș-Vițel (aire protégée avec une superficie de 910 ha)[3]